# Мейерс, Энн Акико
Энн Акико Мейерс (англ. Anne Akiko Meyers; род. 15 мая 1970, Сан-Диего, Калифорния) — американская скрипачка.

## Биография
Энн Акико Мейерс родилась 15 мая 1970 в семье американца и японки.
Решение стать скрипачкой приняла в семилетнем возрасте. В 11 лет приняла участие в телевизионном шоу. Училась в Колберновской школе музыки, танца и драмы, в Университете Индианы, в Джульярдской школе, среди её преподавателей были Элеонора Шёнфельд, Джозеф Гингольд, Феликс Галимир, Дороти Де Лей.

## Концертная деятельность
Играла с крупнейшими оркестрами в разных странах мира. Впервые исполняла произведения многих современных композиторов (Джон Корильяно, К. А. Хартманн, Джозеф Швантнер, Дженнифер Хигдон, Эсекьель Виньяо и др.).

## Репертуар
В репертуаре скрипачки — композиторы от Баха, Гайдна и Моцарта до Пярта, Такэмицу и Сато.